# ایمان پهلوی
ایمان لعیا پهلوی، دختر دوم رضا پهلوی و نوه محمدرضا شاه پهلوی است.

## تبار و خانواده
ایمان پهلوی در ۱۲ شهریور ۱۳۷۲ خورشیدی در واشینگتن، دی.سی. به دنیا آمد. پدر او رضا پهلوی، ولیعهد پیشین ایران در دوره پهلوی، و مادرش یاسمین پهلوی است. ایمان دو خواهر دیگر به نام‌های نور و فرح دارد.

## تحصیلات
وی تحصیلات دانشگاهی خود را در دانشگاه میشیگان گذرانده و موفق به دریافت مدرک کارشناسی در رشته‌ روان‌شناسی و ارتباطات شده است.